# Colubroidea
Colubroidea Oppel, 1811, è una superfamiglia di rettili appartenente al sottordine Serpentes dell'ordine Squamata.

## Tassonomia
In questo elenco vengono riportate le famiglie e sottofamiglie appartenenti alla superfamiglia Colubroidea:
- Sibynophiidae Dunn, 1928
- Natricidae Bonaparte, 1838
- Pseudoxenodontidae McDowell, 1987
- Dipsadidae Bonaparte, 1838
  - Carphophiinae Zaher et al., 2009
  - Xenodontinae Dunn, 1928
  - Dipsadinae Bonaparte, 1838
- Colubridae Oppel, 1811
  - Grayiinae Günther, 1858
  - Calamariinae Bonaparte, 1838
  - Ahaetullinae Figueroa, McKelvy, Grismer, Bell & Lailvaux, 2016
  - Colubrinae Oppel, 1811